# Novoselivka, Starobilsk
Novoselivka (în ucraineană Новоселівка) este un sat în comuna Tîtarivka din raionul Starobilsk, regiunea Luhansk, Ucraina.

## Demografie
Componența lingvistică a localității Novoselivka
     Ucraineană (84,1%)
     Rusă (15,9%)
Conform recensământului din 2001, majoritatea populației localității Novoselivka era vorbitoare de ucraineană (84,1%), existând în minoritate și vorbitori de rusă (15,9%).